# Dramatiska institutet

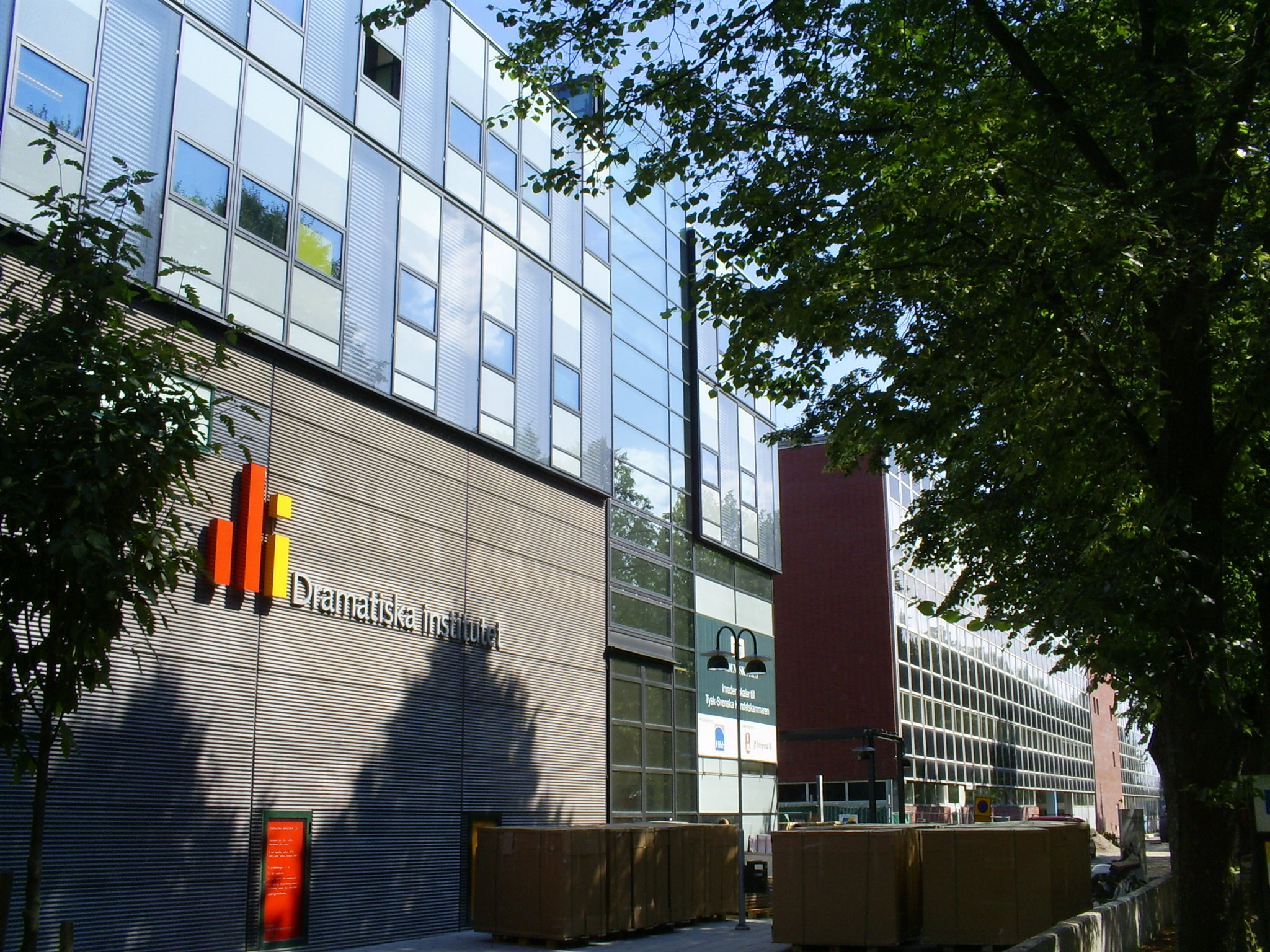
Het Dramatiska Institutet gebouw in Östermalm

Dramatiska Institutet (DI), in het Engels bekend onder de naam University College of Film, Radio, Television and Theatre, was een Zweedse opleidingsinstituut in Östermalm dat opleidingen aanbood in film, radio, televisie en theaterwetenschap. DI werd opgericht in 1970 door de Zweedse overheid. 
DI bood opleidingen aan op een hogeschoolniveau met bachelor- en masterdiploma's. 
DI fuseerde op 1 januari 2011 met de Swedish National Academy of Mime and Acting en ging verder onder de naam Stockholm Academy of Dramatic Arts. 